# Неофункціоналізм (соціологія)
Неофункціоналі́зм — в науковий обіг термін неофункціоналізм був введений в 1985 р. американським соціологом Дж. Александером (нар 1947 р.). Цим терміном позначався напрям в теоретичній соціології, який вважав що:
- соціологи в дослідженні еволюції суспільства зобов'язані брати до уваги всі точки зору різних соціальних сил;
- кожна з цих точок зору виражає певний аспект цієї еволюції;
- значний заряд раціональності міститься в комунікативній дії членів суспільства і його треба виявляти, а не приймати раціоналізацію соціальної дії за тенденцію самого історичного розвитку.

Неофункціоналісти розглядають суспільство як історично визначену соціальну систему і конкретний життєвий світ, як інтерсуб'єктивну і первісну очевидну даність світу самих суб'єктів життєдіяльності. Застосування принципу комунікативної раціоналізації життєвого світу до дослідження-суспільства і первинних суспільних проблем найповніше проявилося у творчості німецького соціолога Юрґена Габермаса.